# مانوئل بیر
مانوئل بیر (تایلندی: มานูเอล ทอม เบียรห์؛ زادهٔ ۱۷ سپتامبر ۱۹۹۳) بازیکن فوتبال اهل آلمان است.
از باشگاه‌هایی که در آن بازی کرده‌است می‌توان به باشگاه فوتبال نورنبرگ اشاره کرد.
وی همچنین در تیم ملی فوتبال تایلند بازی کرده‌است.